# Nová Ves (ort i Tjeckien, Vysočina, lat 49,39, long 16,20)
Nová Ves är en ort i Tjeckien.   Den ligger i regionen Vysočina, i den östra delen av landet, 150 km sydost om huvudstaden Prag. Nová Ves ligger 535 meter över havet och antalet invånare är 176.
Terrängen runt Nová Ves är huvudsakligen platt, men österut är den kuperad. Terrängen runt Nová Ves sluttar österut. Runt Nová Ves är det ganska glesbefolkat, med 34 invånare per kvadratkilometer. Närmaste större samhälle är Velké Meziříčí, 13,9 km väster om Nová Ves. Trakten runt Nová Ves består till största delen av jordbruksmark.